# 타마린드
타마린드(tamarind, Tamarindus indica)는 콩과에 속하는 나무로, 열대 아프리카가 기원이다. 타마린드속(Tamarindus)은 하나의 종만 지니고 있는 단형이다.

## 연구
타마린드는 암탉의 혈청의 콜레스테롤을 낮추는 것으로 알려져 왔으나, 이들이 낳은 달걀의 노른자위에는 해당되지 않는다. 인간에 대한 임상 시험의 부족으로 말미암아 과다콜레스테롤증이나 당뇨의 치료를 위해 타마린드를 추천할만한 충분한 증거는 없다.

## 갤러리

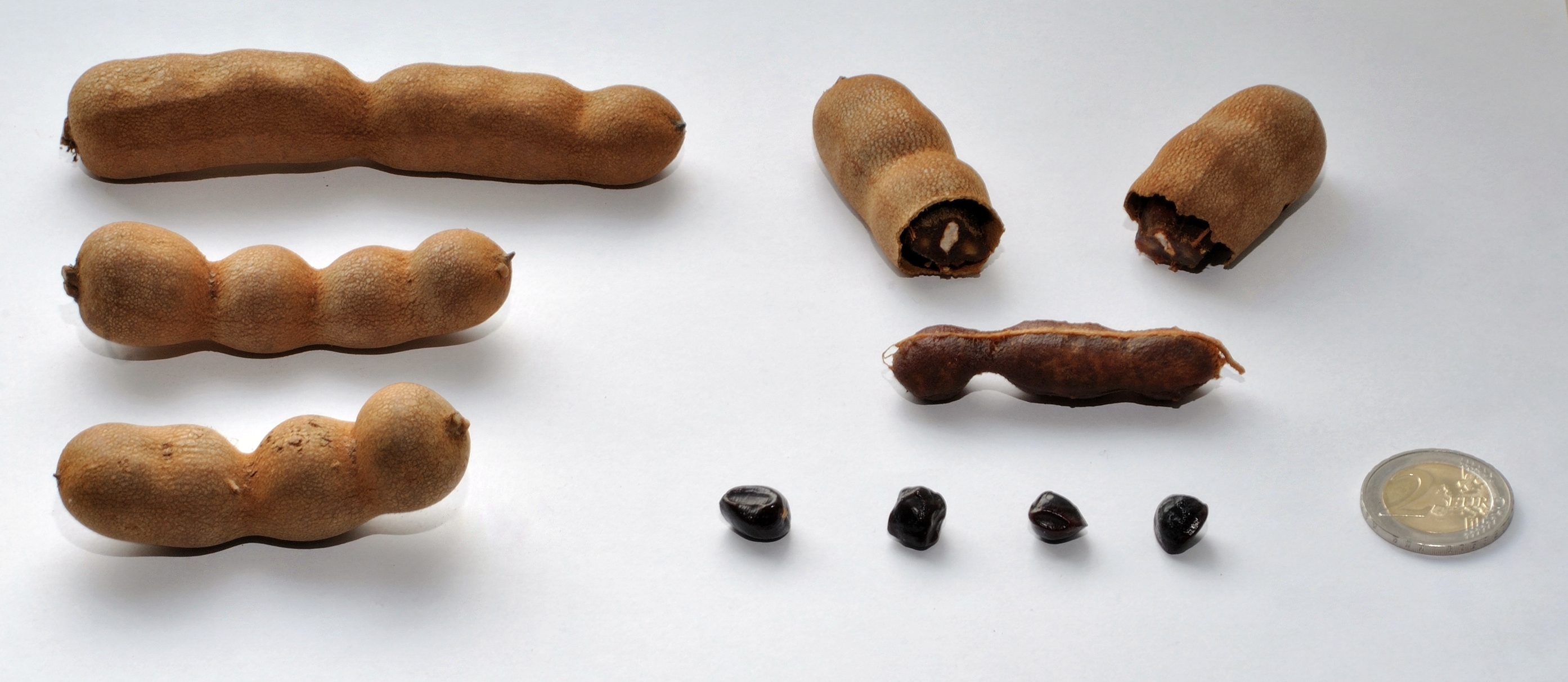
타마린드 꼬투리
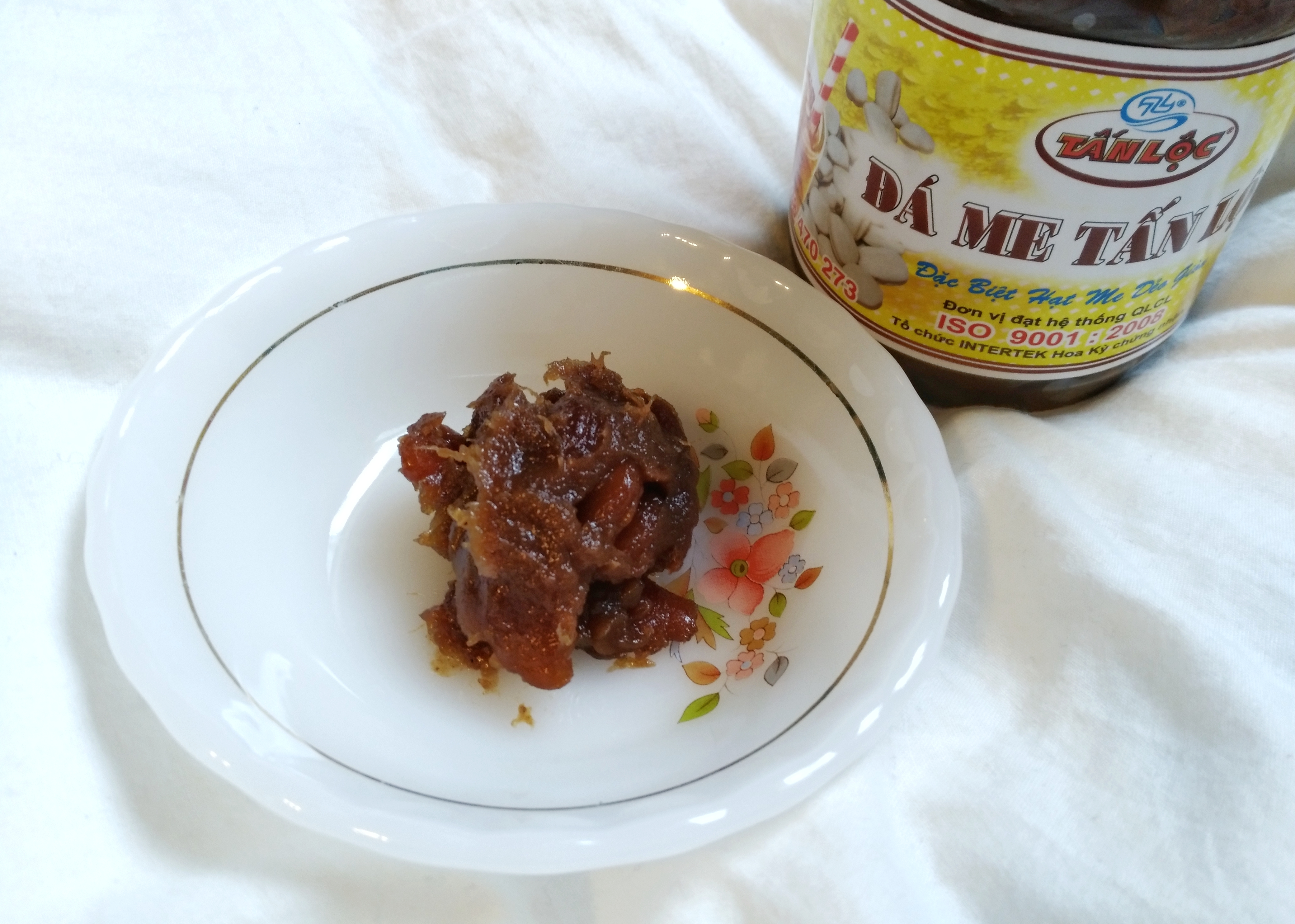
타마린드 페이스트